# Вокінг
Во́кінґ (англ. Woking) — місто у графстві Суррей (Англія) з населення близько 63 000 чол.; частина адміністративного округу під тією ж назвою. Перша згадка Вокінга відноситься до VIII століття (у «Книзі Страного суду» згадується монастирське поселення Wochingas, потім Wochinges): тут з'явився старий Вокінг. Сучасне місто будувалося навколо залізничної станції, що з'явилась близько 150 років тому.

## Вокінг в культурі

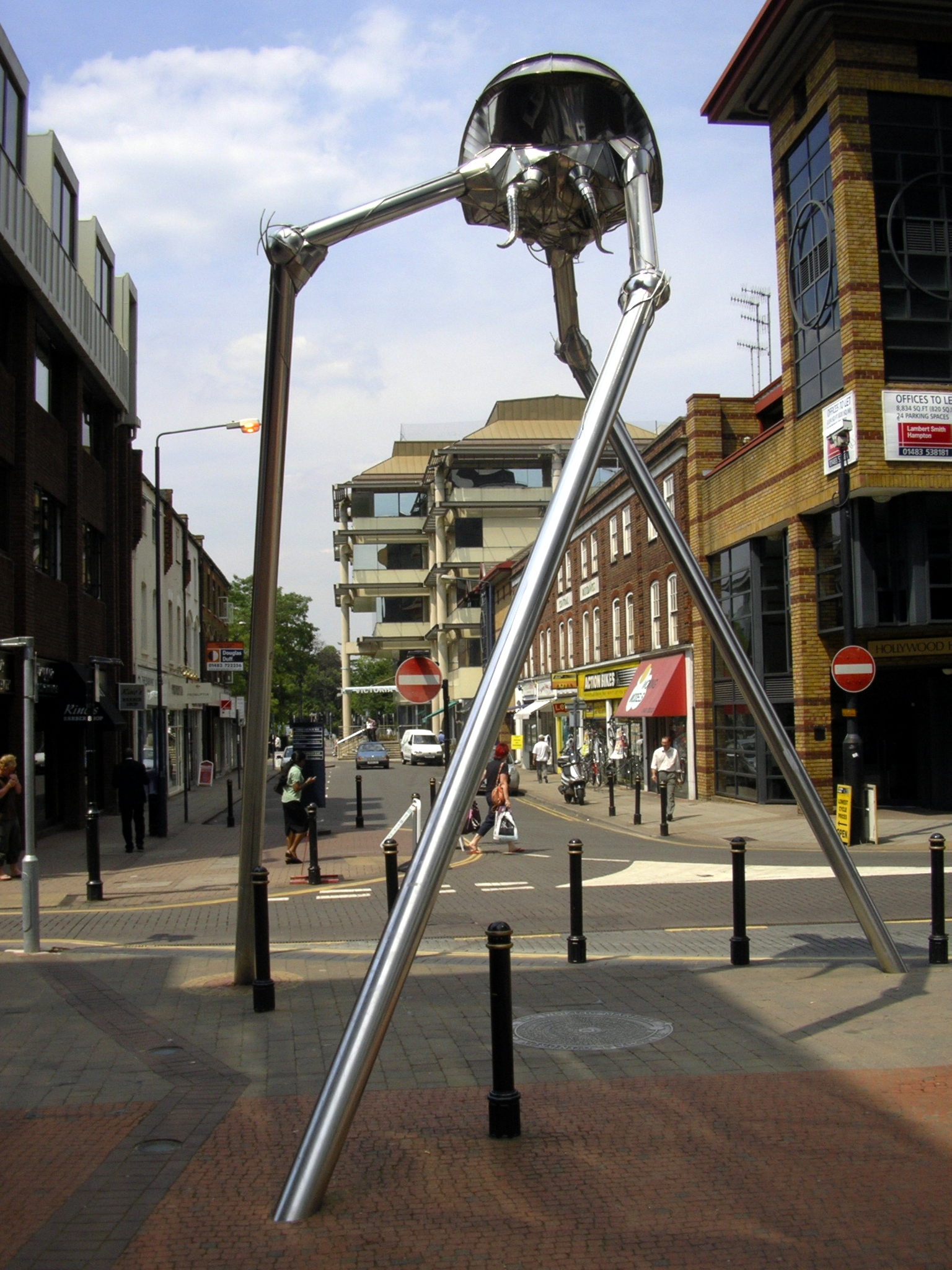
Скульптура марсіанської триноги з роману Герберта Веллса у центрі Вокінга

- Вокінг увічнений у світовій літературі як місто, де відбуваються події роману Герберта Веллса «Війна світів». У центрі міста розташовується скульптура, яка зображує марсіанську «триногу» з цього роману.
- У романі Дугласа Адамса «The Meaning of Liff», Woking — це слово, що означає ситуацію, коли ви заходите на кухню, але забуваєте навіщо.

## Відомі люди

### Уродженці
- Пол Веллер — британський рок-музикант, автор пісень, співак і гітарист, найбільшу популярність отримав у 1979—1982 роках як фронтмен The Jam
- Рік Парфітт — британський рок-музикант, вокаліст, автор пісень і ритм-гітарист групи Status Quo

### Мешканці
- Герберт Веллс — англійський письменник, найбільш відомий як письменник-фантаст
- Мері Лайон — британська дослідниця генетики, жила в місті в дитинстві в 1939—1943 роках

## McLaren
У Вокінгу розташована штаб-квартира McLaren Group, що складається з команди Формули-1 McLaren Racing та McLaren Automotive, що займається виробництвом спортивних авто.

## Міста побратими
- Амстелвен
- Раштат
- Ле-Плессі-Робенсон